# WLMP
A WLMP egy mozaikszó, amely a Windows / LightTPD / MySQL / PHP szavak kezdőbetűiből áll össze.
A WLMP Project elsődleges célja egy Windows platform alatt futó, LightTPD alapú, biztonságos és gyors webszerver-csomag készítése, MySQL adatbázis-szerver és PHP környezet támogatásával. A csomagot egy magyar csapat, a WLMP Project TEAM fejleszti GNU/GPL Licenc alatt. A csomag jelenleg csak magyar nyelven érhető el, de előzetes tervek szerint a végleges 1.2.0 kiadástól angol nyelven is elérhető lesz.
A WLMP egy mellékprojectje a webszerver-csomaghoz is szükséges LightTPD 32 bites windowsos verziójának független kiadása. Utóbbi kizárólag angol nyelven érhető el, és - bár Cygwin alatt lett fordítva, - natívan használható.

## A Webszerver-csomag komponensei
- LightTPD – Webszerver
- MySQL – Adatbázis szerver
- PHP – Webes programozási környezet
- MiniPerl – Csökkentett értékű Perl programozási környezet
- OpenSSL – Megbízhatósági tanúsítvány biztonságos kapcsolathoz (HTTP Secure)
- phpMyAdmin – PHP alapú webes MySQL adminisztrátori felület

## A project résztvevői
- Deé Gábor (dtech) – Fejlesztő, project és oldal adminisztrátor, magyar nyelvű támogatás.
- Nemes Sándor (sandor.nemes) - Fejlesztő, angol fordítás, angol nyelvű támogatás.
- Roncsák Tamás (Tom) – Hivatalos tesztelő.
- Túri-Kováts Ádám (turikad) - Dokumentáció, hivatalos tesztelő.

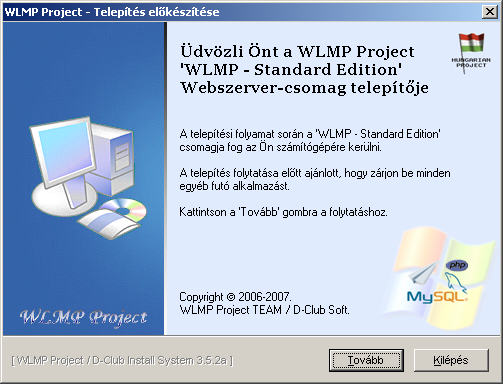
WLMP csomag telepítője

## Külső hivatkozások
- A WLMP Project Archiválva 2009. január 31-i dátummal a Wayback Machine-ben honlapja